# جکلین مور
جکلین مور (انگلیسی: Jacqueline Moore؛ زادهٔ ۶ ژانویهٔ ۱۹۶۴) یک ورزشکار کشتی حرفه‌ای اهل ایالات متحده آمریکا است. او بیشتر به خاطر حضورش در کمپانی دبلیودبلیوئی (WWE) بین سال های ۱۹۹۸ تا ۲۰۰۴ شناخته می‌شود. او اولین آفریقایی-آمریکایی بود که کمربند سبک وزن دابلیو دابلیو ای و همچنین یکی از سه زن قهرمانی این کمربند بود. او همچنین برای کشتی قهرمانی جهان (WCW) در سال ۱۹۹۷ تا ۱۹۹۸ کار کرد و بعدا همچنین برای ایمپکت رسلینگ (TNA). او همچنین برنده ۲ دوره کمربند قهرمانی زنان دبلیودبلیوئی شده است. در سال ۲۰۱۶ او در تالار شهرت دبلیودبلیوای حضور داشت.